# 邓宓
邓宓，西汉官员。南海郡番禺县（今广东省广州市）人，出身南越。
邓宓为人刚直、有谋略。汉武帝元狩六年（前117年），被交趾刺史罗宏保举为都尉。汉朝灭南越国后，邓宓转任南海郡丞，后来担任日南郡太守。从政期间，除弊兴利、厚生惠民，深受当地民众拥戴。去世后安葬在马鞍山后。